# تیم ملی فوتبال بوتسوانا
تیم ملی فوتبال بوتسوانا نماینده کشور بوتسوانا در مسابقات بین‌المللی و آفریقایی است که زیر نظر اتحادیه فوتبال بوتسوانا فعالیت می‌کند.
اولین بازی رسمی این تیم در تاریخ ۱۳ ژوئیه ۱۹۶۸ میلادی در برابر تیم ملی فوتبال مالاوی برگزار شده‌است.